# Dwars door België 1965
La Dwars door België 1965, ventunesima edizione della corsa, si svolse il 19 aprile su un percorso di 203 km, con partenza ed arrivo a Waregem. Fu vinta dal belga Alfons Hermans della squadra Lamot-Libertas davanti ai connazionali Julien Haelterman e Roger De Breucker.

## Ordine d'arrivo (Top 10)
| Pos. | Corridore             | Squadra               | Tempo    |
| ---- | --------------------- | --------------------- | -------- |
| 1    | Alfons Hermans        | Lamot-Libertas        | 5h32'00" |
| 2    | Julien Haelterman     | Flandria-Roméo        | a 1'15"  |
| 3    | Roger De Breucker     | Lamot-Libertas        | s.t.     |
| 4    | Jozef Janssens        | Lamot-Libertas        | a 2'10"  |
| 5    | Romain Van Wynsberghe | Flandria-Roméo        | s.t.     |
| 6    | Robert De Middeleir   | Mercier-BP-Hutchinson | s.t.     |
| 7    | Eric Esprit           | Flandria-Roméo        | s.t.     |
| 8    | Raf Gijsel            | Wiel s-Groene Leeuw   | s.t.     |
| 9    | Charly Gaul           | Lamot-Libertas        | s.t.     |
| 10   | Leon Verkindere       | Lamot-Libertas        | s.t.     |